# Barberton (Zuid-Afrika)
Barberton is een plaats in de Zuid-Afrikaanse provincie Mpumalanga.
Barberton telt ongeveer 12.000 inwoners en dankt zijn bestaan aan de vondst van goud in 1882.

## Subplaatsen
Het nationaal instituut voor de statistiek, Stats SA, deelt sinds de census 2011 deze hoofdplaats in in 10 zogenaamde subplaatsen (sub place), waarvan de grootste zijn:
Barberton Prison • Barberton SP.